# ハングルの字母
ハングルの字母（ハングルのじぼ）はハングルの子音と母音を合わせて称したもの。
訓民正音が作られた当時は合わせて28字と中国の歯音を表記するための文字10個があった。1527年に書かれた『訓蒙字会』ではㆆがなくなり、1933年「ハングル綴字法統一案」ではㆁ, ㅿ, ㆍがなくなった。現在は次の24字が使われている。
ㄱ, ㄴ, ㄷ, ㄹ, ㅁ, ㅂ, ㅅ, ㅇ, ㅈ, ㅊ, ㅋ, ㅌ, ㅍ, ㅎ
ㅏ, ㅑ, ㅓ, ㅕ, ㅗ, ㅛ, ㅜ, ㅠ, ㅡ, ㅣ
一般的にひとつの字母はひとつの音を表し、二つの字母を合わせて別の音を表す。ただし、音声学的には激音ㅊ, ㅋ, ㅌ, ㅍは各々ㅈ, ㄱ, ㄷ, ㅂとㅎが合わさった二重子音であり、ㅑ, ㅕ, ㅛ, ㅠは二重母音である。

## 字母の名称
母音字の名称は昔から現在に至るまで"아・야・어・여・오・요・우・유・으・이・ᄋᆞ"と呼ばれている。ただ「ㆍ」については現在では用いられていないので、現在の名称としては아래아と呼ぶ。しかし、子音字の名称は変遷した。
字母の名称が登場する文献は『訓蒙字会』が最初である。ㄱからㆁまで八つの文字は(子音)+ㅣ+으+(子音)で、残りは(子音)+ㅣで名称を定めたのだが、これは当時のパッチムでこの8字だけ書くことができたためである。漢字の音で名称を正確に記すことができないものは、その名称を似た漢字の音、または意を利用して発音を表記した。例えば、「기윽」の「윽」を表記するため「윽」と似た音(「역」)を持つ「役」を利用して「其役」と表記し、「디읃」の「읃」を表記するため「읃」と似た「긑」（現代韓国の朝鮮語の「끝」に該当）の意を持つ「末」を利用し「池末」と表記し、「시읏」の代わりに「衣」の意である「옷」を利用して「時衣」と表記した。訓読みする漢字の場合は丸の中に該当漢字を書き、訓読だという表記をした。そして「ㆁ」と「ㅇ」を区別し互いに別の名称で呼んだのだが、初声ではその二つの区別が難しいという当時の現実を受け、この二つを区別なく使用してもよいという言及もしている。
기역 基役, 니은 尼隠 , 디귿 池(末), 리을 梨乙, 미음 眉音, 비읍 非邑, 시옷 時(衣), ᅌᅵ으ᇰ 異凝,
키 (箕), 티 治, 피 皮, 지 之, 치 歯, ᅀᅵ 而, 이 伊, 히 屎
『大韓文典』
기억, 느은, 드읏, 르을, 므음, 브읍, 스읏, 으응, 흐, 즈, 츠, 크, 트, 프
「国文研究議定案」
이응, 기윽, 니은, 디읃, 리을, 미음, 비읍, 시읏, 지읒, 히읗, 키읔, 티읕, 피읖, 치읓
「諺文綴字法」
기역, 니은, 디귿, 리을, 미음, 비읍, 시옷, 이응, 지읒, 치읓, 키윽, 티읕, 피읖, 히옷
周時経は가・나・다…、権輔相は그・느・드…と名称を定めることを主張した。
「ハングル綴字法統一案」（1933年）
기역, 니은, 디귿, 리을, 미음, 비읍, 시옷, 이응, 지읒, 치읓, 키읔, 티읕, 피읖, 히읗
現在北朝鮮で使われている名称
기윽, 니은, 디읃, 리을, 미음, 비읍, 시읏, 이응, 지읒, 치읓, 키읔, 티읕, 피읖, 히읗
現在韓国で使われている名称
기역, 니은, 디귿, 리을, 미음, 비읍, 시옷, 이응, 지읒, 치읓, 키읔, 티읕, 피읖, 히읗
現在大韓民国はハングル綴字法改定案に従っており、朝鮮民主主義人民共和国では(子音)+ㅣ+으+(子音)の規則に厳格に従った名称を使っている。
| 字母 | 訓民正音に おける代表字 | 三十六字母 | 訓蒙字会に おける名称 | 現代の名称             | 備考               |
| ---- | ----------------------- | ---------- | --------------------- | ---------------------- | ------------------ |
| ㄱ   | 君                      | 見         | 其役                  | (南)기역・(北)기윽     |                    |
| ㄲ   | 虯                      | 群         | －                    | (南)쌍기역・(北)된기윽 |                    |
| ㄴ   | 那                      | 泥         | 尼隠                  | 니은                   |                    |
| ㄷ   | 斗                      | 端         | 池末                  | (南)디귿・(北)디읃     |                    |
| ㄸ   | 覃                      | 定         | －                    | (南)쌍디귿・(北)된디읃 |                    |
| ㄹ   | 閭                      | 来         | 梨乙                  | 리을                   |                    |
| ㅁ   | 弥                      | 明         | 眉音                  | 미음                   |                    |
| ㅱ   | －                      | 微         | －                    | 가벼운미음             | 古ハングル         |
| ㅂ   | 彆                      | 幇         | 非邑                  | 비읍                   |                    |
| ㅸ   | －                      | 非         | －                    | 가벼운비읍             | 古ハングル         |
| ㅃ   | 歩                      | 並         | －                    | (南)쌍비읍・(北)된비읍 |                    |
| ㅹ   | －                      | 奉         | －                    | 가벼운쌍비읍           | 古ハングル         |
| ㅅ   | 戌                      | ᄼ心・ᄾ審 | 時衣                  | (南)시옷・(北)시읏     | ᄼ歯頭音・ᄾ正歯音 |
| ㅆ   | 邪                      | ᄽ邪・ᄿ禅 | －                    | (南)쌍시옷・(北)된시읏 | ᄽ歯頭音・ᄿ正歯音 |
| ㅿ   | 穣                      | 日         | 而                    | (南)반시옷・(北)반시읏 | 古ハングル         |
| ㅇ   | 欲                      | 喩         | 伊                    | 이응                   |                    |
| ㆁ   | 業                      | 疑         | 異凝                  | 옛이응                 | 古ハングル         |
| ㅈ   | 即                      | ᅎ精・ᅐ照 | 之                    | 지읒                   | ᅎ歯頭音・ᅐ正歯音 |
| ㅉ   | 慈                      | ᅏ従・ᅑ牀 | －                    | (南)쌍지읒・(北)된지읒 | ᅏ歯頭音・ᅑ正歯音 |
| ㅊ   | 侵                      | ᅔ清・ᅕ穿 | 歯                    | 치읓                   | ᅔ歯頭音・ᅕ正歯音 |
| ㅋ   | 快                      | 渓         | 箕                    | 키읔                   |                    |
| ㅌ   | 呑                      | 透         | 治                    | 티읕                   |                    |
| ㅍ   | 漂                      | 滂         | 皮                    | 피읖                   |                    |
| ㆄ   | －                      | 敷         | －                    | 가벼운피읖             | 古ハングル         |
| ㅎ   | 虚                      | 暁         | 屎                    | 히읗                   |                    |
| ㆅ   | 洪                      | 匣         | －                    | (南)쌍히읗・(北)된히읗 | 古ハングル         |
| ㆆ   | 挹                      | 影         | －                    | 여린히읗               | 古ハングル         |

| 字母 | 訓民正音に おける代表字 | 訓蒙字会に おける名称 | 備考                          |
| ---- | ----------------------- | --------------------- | ----------------------------- |
| ㅏ   | 覃                      | 阿                    |                               |
| ㅑ   | 穣                      | 也                    |                               |
| ㅓ   | 業                      | 於                    |                               |
| ㅕ   | 彆                      | 余                    |                               |
| ㅗ   | 洪                      | 吾                    |                               |
| ㅛ   | 欲                      | 要                    |                               |
| ㅜ   | 君                      | 牛                    |                               |
| ㅠ   | 戌                      | 由                    |                               |
| ㅡ   | 即                      | 応(不用終声)          |                               |
| ㅣ   | 侵                      | 伊(只用中声)          |                               |
| ㆍ   | 呑                      | 思(不用初声)          | 古ハングル 現代の名称は아래아 |

## 字母の順序
『訓民正音』（1446）では子音字の順序を種類により定めた。
- ㄱ, ㅋ, ㆁ, ㄷ, ㅌ, ㄴ, ㅂ, ㅍ, ㅁ, ㅈ, ㅊ, ㅅ, ㆆ, ㅎ, ㅇ, ㄹ, ㅿ
- ㆍ, ㅡ, ㅣ, ㅗ, ㅏ, ㅜ, ㅓ, ㅛ, ㅑ, ㅠ, ㅕ

『訓蒙字会』（1527）では主要八つの子音字を最初に置き、残りを字母から派生した文字によって配列した。例えば「ㅋ」は「ㄱ」から派生したので「ㄷ」から派生した「ㅌ」より前に置くという具合である。
- ㄱ, ㄴ, ㄷ, ㄹ, ㅁ, ㅂ, ㅅ, ㆁ, ㅋ, ㅌ, ㅍ, ㅈ, ㅊ, ㅿ, ㅇ, ㅎ
- ㅏ, ㅑ, ㅓ, ㅕ, ㅗ, ㅛ, ㅜ, ㅠ, ㅡ, ㅣ, ㆍ

『三韻声彙』（洪啓禧、1751）
- ㄱ, ㄴ, ㄷ, ㄹ, ㅁ, ㅂ, ㅅ, ㆁ, ㅈ, ㅊ, ㅌ, ㅋ, ㅍ, ㅎ
- ㅏ, ㅑ, ㅓ, ㅕ, ㅗ, ㅛ, ㅜ, ㅠ, ㅡ, ㅣ, ㆍ

「国文研究議定案」（国文研究所、1907）
- ㆁ, ㄱ, ㄴ, ㄷ, ㄹ, ㅁ, ㅂ, ㅅ, ㅈ, ㅊ, ㅌ, ㅋ, ㅍ, ㅎ
- ㅏ, ㅑ, ㅓ, ㅕ, ㅗ, ㅛ, ㅜ, ㅠ, ㅡ, ㅣ, ㆍ

「ハングル綴字法統一案」（1933）
- ㄱ, ㄴ, ㄷ, ㄹ, ㅁ, ㅂ, ㅅ, ㅇ, ㅈ, ㅊ, ㅌ, ㅋ, ㅍ, ㅎ
- ㅏ, ㅑ, ㅓ, ㅕ, ㅗ, ㅛ, ㅜ, ㅠ, ㅡ, ㅣ

今日の字母の順序はハングル綴字法統一案を基にしている点で韓国と北朝鮮は同じであるが、細かい点で相違がある。
韓国では文字の形によりその順序を定めた。「ㄱ」の次に「ㄲ」を配置し、「ㅏ」の次に「ㅐ」を配置するという具合である。過去には文字の順序を가-까-각-깍-…というようにしたのだが、現在では가-각-…-깋-까-깍-…というように変更した。現在、韓国の朝鮮語辞典では次の通りに配列されている。
- ㄱ, ㄲ, ㄴ, ㄷ, ㄸ, ㄹ, ㅁ, ㅂ, ㅃ, ㅅ, ㅆ, ㅇ, ㅈ, ㅉ, ㅊ, ㅋ, ㅌ, ㅍ, ㅎ
- ㅏ, ㅐ, ㅑ, ㅒ, ㅓ, ㅔ, ㅕ, ㅖ, ㅗ, ㅘ, ㅙ, ㅚ, ㅛ, ㅜ, ㅝ, ㅞ, ㅟ, ㅠ, ㅡ, ㅢ, ㅣ
- ㄱ, ㄲ, ㄳ, ㄴ, ㄵ, ㄶ, ㄷ, ㄹ, ㄺ, ㄻ, ㄼ, ㄽ, ㄾ, ㄿ, ㅀ, ㅁ, ㅂ, ㅄ, ㅅ, ㅆ, ㅇ, ㅈ, ㅊ, ㅋ, ㅌ, ㅍ, ㅎ

北朝鮮では二重字母を常に全ての母音の後ろに置いている。北朝鮮の辞典では「ㅇ」で始まる単語のページがないのだが、「ㅇ」で始まる単語は子音ではなく母音で始まると考えられているため、子音で始まる単語が終った後に母音として配列されている。現在『朝鮮語辞典』では次の通りに配列されている。
- ㄱ, ㄴ, ㄷ, ㄹ, ㅁ, ㅂ, ㅅ, ㅈ, ㅊ, ㅋ, ㅌ, ㅍ, ㅎ, ㄲ, ㄸ, ㅃ, ㅆ, ㅉ, ㅇ
- ㅏ, ㅑ, ㅓ, ㅕ, ㅗ, ㅛ, ㅜ, ㅠ, ㅡ, ㅣ, ㅐ, ㅒ, ㅔ, ㅖ, ㅚ, ㅟ, ㅢ, ㅘ, ㅝ, ㅙ, ㅞ
- ㄱ, ㄳ, ㄴ, ㄵ, ㄶ, ㄷ, ㄹ, ㄺ, ㄻ, ㄼ, ㄽ, ㄾ, ㄿ, ㅀ, ㅁ, ㅂ, ㅄ, ㅅ, ㅇ, ㅈ, ㅊ, ㅋ, ㅌ, ㅍ, ㅎ, ㄲ, ㅆ

2007年、韓国と北朝鮮の言語学者が合意した字母順序
- ㄱ, ㄴ, ㄷ, ㄹ, ㅁ, ㅂ, ㅅ, ㅇ, ㅈ, ㅊ, ㅋ, ㅌ, ㅍ, ㅎ, ㄲ, ㄸ, ㅃ, ㅆ, ㅉ

古ハングルを配列する際の「ㅿ」は「ㅅ」の次に、「ㆁ」は「ㅇ」の次に、「ㆆ」は「ㅎ」の次に置く。「ㆍ」は韓国では「ㅣ」の次に、北朝鮮では「ㅏ」の次に置く。

## 二重字母
二重字母は同じ種類のハングルの字母二つ以上が合わさってできた文字を指す。二重字母は各字母が合わさった音を表す。
現代ハングルに残っているハングルの二重字母は次の通り。
- 初声: ㄲ, ㄸ, ㅃ, ㅆ, ㅉ
- 中声: ㅐ, ㅔ, ㅘ, ㅙ, ㅚ, ㅝ, ㅞ, ㅟ, ㅢ, ㅒ, ㅖ
- 終声: ㄲ, ㄳ, ㄵ, ㄶ, ㄺ, ㄻ, ㄼ, ㄽ, ㄾ, ㄿ, ㅀ, ㅄ, ㅆ

過去に使用されたが現代ハングルでは使われなくなった字母
- ㆉ, ㆎ など

### 調合原理
ハングルの二重字母はその調合原理に従いいくつかに分けられる。
- 合用並書: 別の字母を横に調合するケース （ㄳ, ㄶ, ㄻ など）
- 各自並書: 同じ字母を横に調合するケース （ㄲ, ㅉ など)
- 連書: 字母を上下に調合するケース （ㅸ, ㅱ など）